# Ruremonde

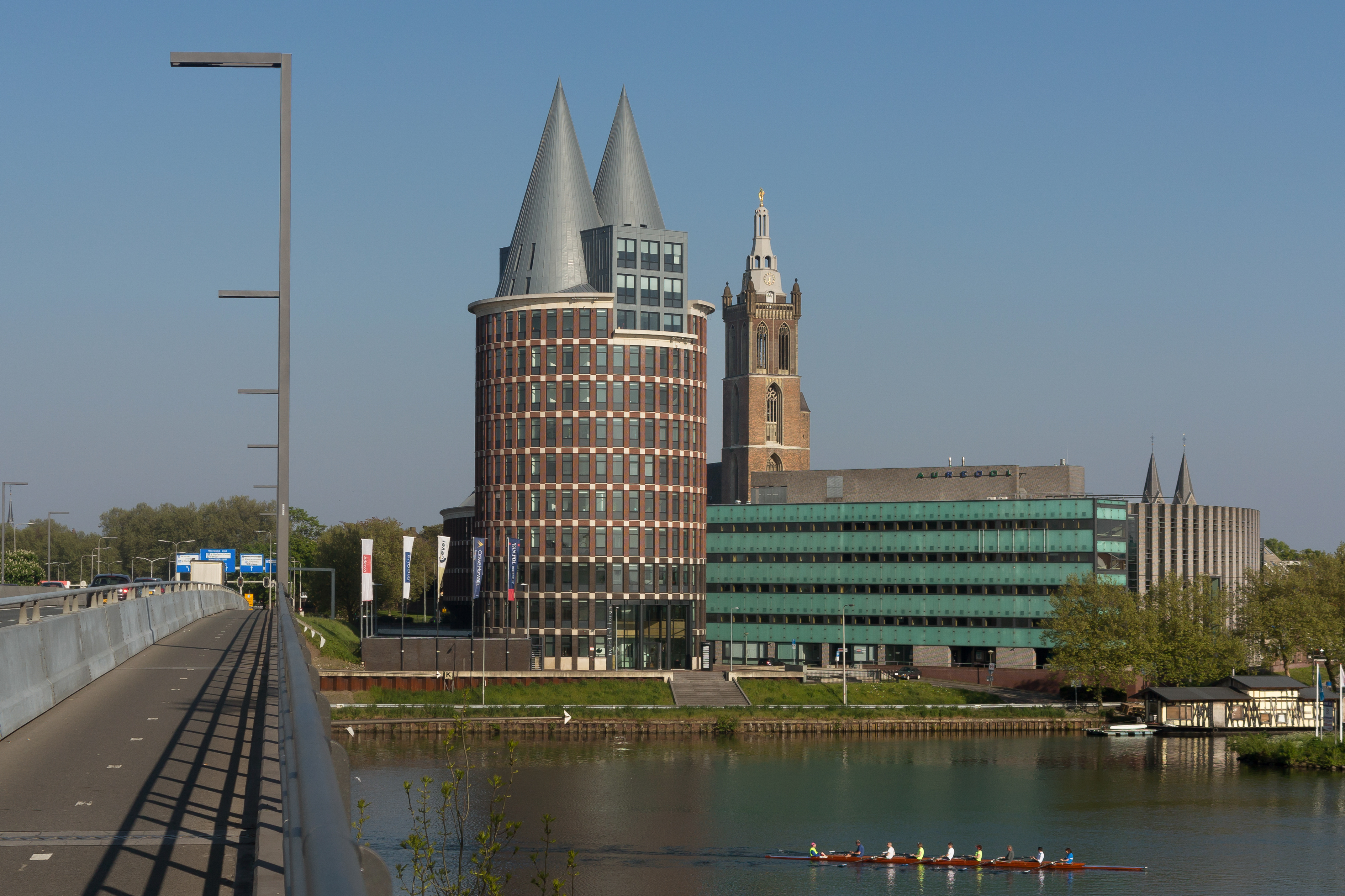
Ruremonde, le tour de Natalini et la cathédrale

Ruremonde (en néerlandais : Roermond, en limbourgeois : Remunj) est une commune et une ville de la province du Limbourg aux Pays-Bas.
La commune de Ruremonde abrite 57 030 habitants au 1er janvier 2014.

## Toponymie
Le nom de « Roermond » signifie la ville (mundium) sur la Roer. L'affirmation que la ville se situe au débouché (monding en néerlandais) de la Roer est inexacte, car le confluent avec la Meuse primitive se trouvait plus à l'ouest.
Maintenant que le « nouveau » confluent de la Roer se trouve tout près de la vieille ville, on a l'impression que Roermond a la même signification que par exemple Rijnmond (Rotterdam).

## Géographie

### Situation
La ville de Ruremonde (littéralement « embouchure de la Roer ») se situe au confluent de la Roer et de la Meuse. La ville inclut notamment les quartiers et villages de Herten, Maasniel, Asenray, Leeuwen, Merum, Boukoul, Asselt, Swalmen et Ool. Depuis le 1er janvier 2007, l'ancienne commune de Swalmen est rattachée à Ruremonde.

### Communes limitrophes
|          | Beesel    | Brüggen (D)        |
| Leudal   | Ruremonde | Niederkrüchten (D) |
| Maasgouw | Roerdalen |                    |

## Histoire

### Moyen Âge
Le Ruremonde limbourgeois fut dans un premier temps une ville du duché de Gueldre. Le comte Gérard III fonda une abbaye, l'Abbaye de Munster, en 1224. Le souvenir de cette abbaye est perpétué par le monument principal de la ville, le Munsterkerk n. En 1231, Ruremonde obtint du comte Otto II les droits urbains. En 1441, la ville devint membre de la Hanse et en 1472 elle obtint le droit de battre monnaie.

### Époque moderne
La capitale de la Gueldre supérieure tomba en 1543 avec le reste de la Gueldre aux mains de l'empereur Charles-Quint. À partir de 1559 la ville devint siège épiscopal. En 1579, comme partie des Pays-Bas méridionaux elle passa sous administration espagnole (Gueldre espagnole), avec une interruption de 1632 jusqu'en 1637 pendant laquelle elle fut indépendante. Elle le fut également de 1702 à 1716. Avec la fin de la guerre de Succession d'Espagne, Ruremonde fit partie à partir de 1716 de la Gueldre autrichienne.

### Époque contemporaine
Les Français arrivèrent en 1792, puis de nouveau en 1794, et la ville resta française jusqu'en 1814. C'est à cette époque que les derniers couvents de la ville (ils ont été nombreux) furent supprimés. Ce n'est que depuis 1814 que Ruremonde appartient au Limbourg et fait partie du Royaume des Pays-Bas, avec une interruption de 1830 jusqu'en 1839, quand la ville fut sous autorité belge.
Vers la fin de la Seconde Guerre mondiale, Ruremonde se trouva un moment sur la ligne de front. La population fut évacuée et l'occupant allemand fit sauter la tour de la cathédrale Saint-Christophe. Après la fin des hostilités (le 1er mars 1945 pour Ruremonde), la commune s'agrandit du territoire de Maasniel et de Herten. Les progrès de l'industrie textile (avec entre autres la société Van de Kimmenade) mit pour un temps fin au chômage qui avait régné après la Seconde Guerre mondiale. Devenue entre-temps une ville moyenne grâce à son développement, la ville dut affronter en 1993 et 1995 des inondations au cours desquelles une partie de la population fut évacuée.
Ruremonde est depuis 1559 et avec une interruption entre 1801 et 1840 le siège du diocèse de même nom. L'évêque actuel est Mgr F.J.M. Wiertz (depuis 1993). Son prédécesseur Mgr Joannes Mathijs Gijsen s'était fait connaître dans tout le pays par ses opinions orthodoxes.

## Politique et administration

### Jumelages
- Mönchengladbach (Allemagne) depuis 1971
- Marktredwitz (Allemagne) depuis 2007
- Nepomuk (Tchéquie) depuis 2007
- Koszalin (Pologne)[réf. nécessaire]
- Vinkovci (Croatie)

## Culture et patrimoine

### Architecture

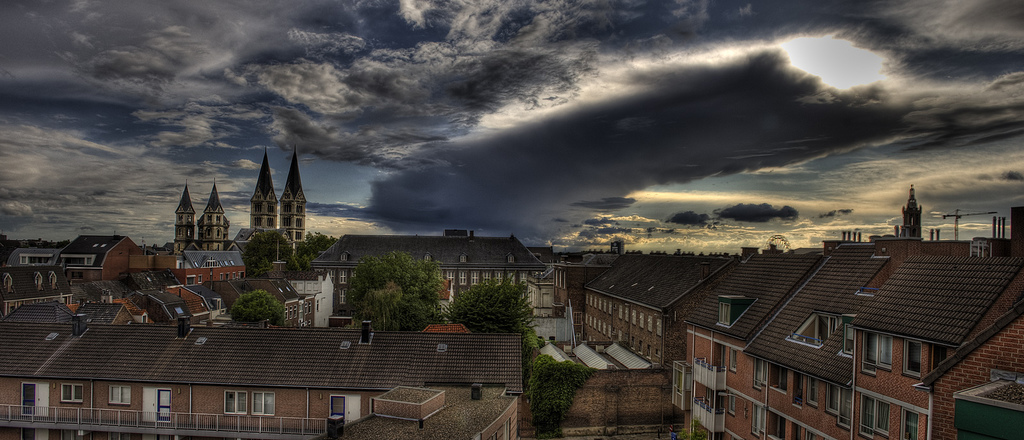
Vue de Ruremonde le soir.

En ce qui concerne son ambiance et son allure historique, des juges impartiaux placent cette vieille ville hanséatique et épiscopale en deuxième lieu après Maastricht. Au point de vue du travail, du logement, de la vie commerciale et de la culture, ces deux villes du Limbourg se classent dans le top-dix national, c'est au moins ce qu'affirme l'hebdomadaire d'opinion Elsevier du 9 novembre 2006.
La ville possède un centre historique avec de nombreux monuments comme :
- la cathédrale Saint-Christophe, bâtie en style gothique, et dont la construction a commencé en 1410 ;
- l'église Munster (nl) (Munsterkerk), basilique en forme de croix, bâtie au XIIIe siècle en style roman et restaurée dans les années par le célèbre architecte Pierre Cuypers ;
- la tour des Rats, du XIVe siècle, vestige des anciennes fortifications de la ville, détruites au XVIIIe siècle ;
- l'église réformée (1400) avec des agrandissements des XVe et XVIe siècles ;
- la tombe aux mains dans le vieux cimetière.

### Tremblement de terre
À trois heures vingt du matin, le 13 avril 1992, beaucoup de Néerlandais ont été brusquement réveillés par un violent séisme. L'épicentre se trouvait à quelques kilomètres au sud-est de Ruremonde. Le séisme d'une force de 5,8 sur l'échelle de Richter a été ressenti jusqu'en République tchèque, en Suisse, en France et en Angleterre et il est à notre connaissance le plus fort que les Pays-Bas aient connu. Dans le territoire entre Ruremonde, Maaseik et Heinsberg, il a causé des dommages considérables atteignant une intensité d'un peu plus de sept sur l'échelle de Mercalli qui compte douze degrés.
Dans le paysage, on a constaté des glissements et des affaissements de terrain, ainsi que des zandfonteinen, là où le sol qui tremblait était saturé d'eau. Le séisme s'étant produit à une profondeur d'environ 17 kilomètres, les dommages sont restés limités, mais néanmoins estimés à environ 275 millions de florins, dont 170 millions pour les Pays-Bas.

### Évêché
- Diocèse de Ruremonde
- Cathédrale Saint-Christophe de Ruremonde
- Le monastère des Ursulines (nl) est un ancien monastère situé au 3 de la Steegstraat

### Source
- (nl) Cet article est partiellement ou en totalité issu de l’article de Wikipédia en néerlandais intitulé « Roermond » (voir la liste des auteurs).